# Білогірський район
Білогірський район (крим. Qarasuvbazar rayonı) — район в Україні, Автономна Республіка Крим. Адміністративний центр — місто Білогірськ.
Утворений 7 вересня 2023 року з територій Білогірського і Нижньогірського районів.
За переписом 2001 року населення району становило 122,7 тисячі осіб.

## Ради і населені пункти
У районі 138 населених пунктів — 1 місто, 2 селища і 135 сіл, які входять до 38 рад — 1 міської, 2 селищних і 35 сільських.
Відповідно до Закону України «Про внесення змін до деяких законодавчих актів України щодо вирішення окремих питань адміністративно-територіального устрою Автономної Республіки Крим» до 7 жовтня 2023 року мають бути затверджені адміністративні центри та території територіальних громад району.